# Grand Magus (album)
Grand Magus – pierwszy album studyjny szwedzkiego zespołu muzycznego Grand Magus. Wydawnictwo ukazało się 5 listopada 2001 roku nakładem wytwórni muzycznej Rise Above Records. Nagrania zostały zarejestrowane w Das Boot Studio w Sztokholmie we współpracy z producentem muzycznym Fredem Estby'm, szerzej znanym z występów w zespole Dismember.

## Lista utworów
Opracowano na podstawie materiału źródłowego.
| Nr  | Tytuł utworu               | Długość |
| --- | -------------------------- | ------- |
| 1.  | „Gauntlet”                 | 03:48   |
| 2.  | „Legion”                   | 03:54   |
| 3.  | „Never Learned”            | 04:48   |
| 4.  | „Black Hound of Vengeance” | 05:00   |
| 5.  | „Coat of Arms”             | 03:34   |
| 6.  | „Generator”                | 05:32   |
| 7.  | „Wheel of Time”            | 05:24   |
| 8.  | „Lodbrok”                  | 04:13   |
| 9.  | „Black Hole”               | 05:00   |
| 10. | „Mountain of Power”        | 05:54   |
|     |                            | 47:07   |

## Twórcy
Opracowano na podstawie materiału źródłowego.
| Zespół Grand Magus w składzie - Mats "Fox Skinner" Heden – gitara basowa, wokal wspierający - Janne "JB" Christoffersson – gitara, wokal prowadzący, wokal wspierający - Fredrik "Trisse" Liefvendahl – perkusja, wokal wspierający |  | Inni - Fred Estby – produkcja muzyczna, miksowanie, inżynieria dźwięku, instrumenty klawiszowe - Johnny Svensson – okładka, oprawa graficzna |